# 卢克雷西亚
卢克雷西亚是巴西北大河州的一个市镇。总面积30.935平方公里，总人口3404人，人口密度110人/平方公里。